# Kranenburg
Pour les articles homonymes, voir Kranenburg (homonymie).
Kranenburg, en français Cranenbourg (anciennement en allemand : Cranenburg) est une commune de Rhénanie-du-Nord-Westphalie (Allemagne), située dans l'arrondissement de Clèves, dans le district de Düsseldorf.

## Géographie
Kranenburg est située à la frontière néerlandaise, limitrophe de la ville de Nimègue.

### Quartiers
- Villages faisant partie de la commune: Kranenburg, Nütterden, Schottheide, Mehr, Frasselt, Zyfflich, Wyler, Niel, Grafwegen.

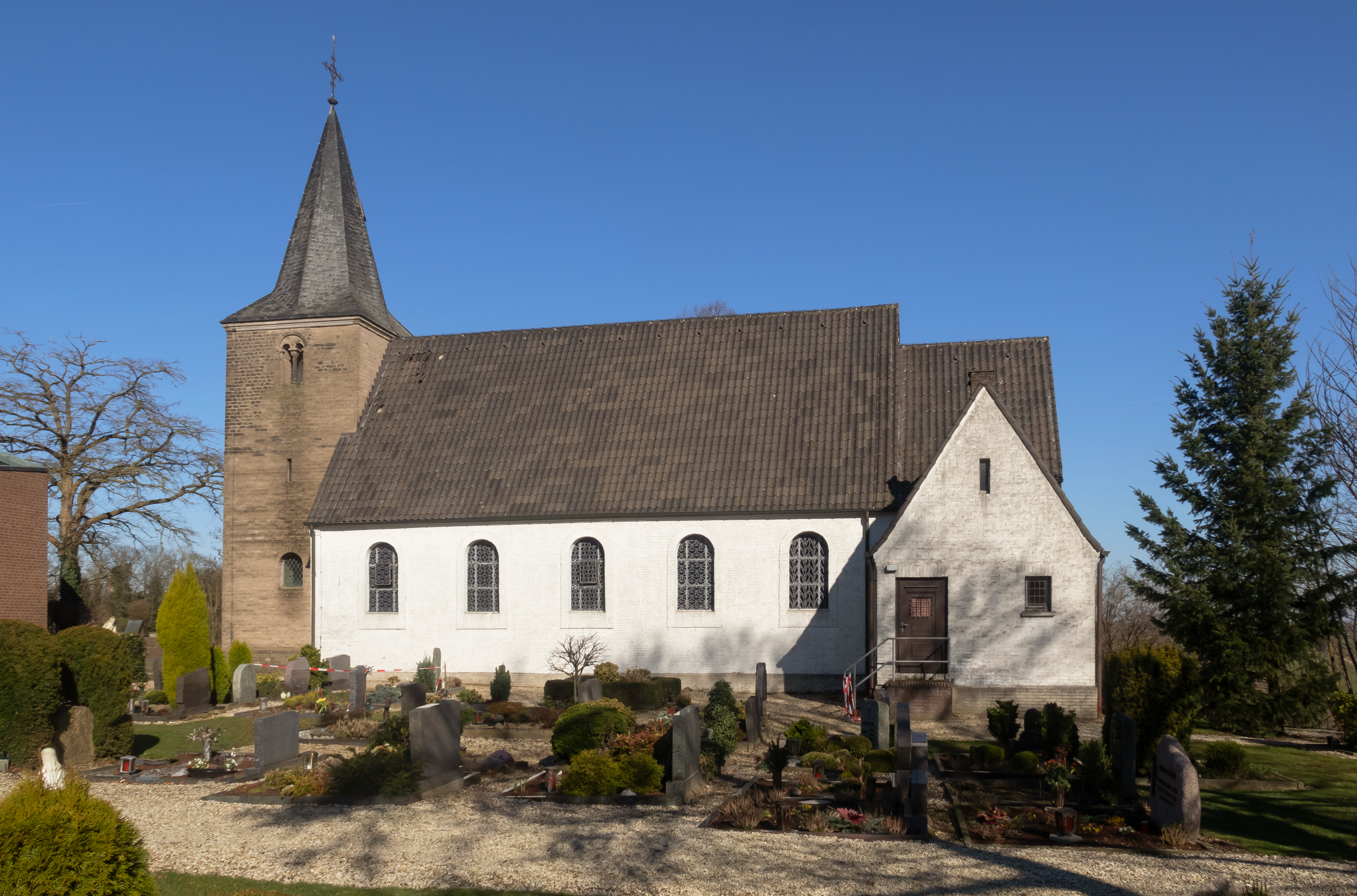
Wyler, l'église: die Sankt Johannes Baptist Kirche

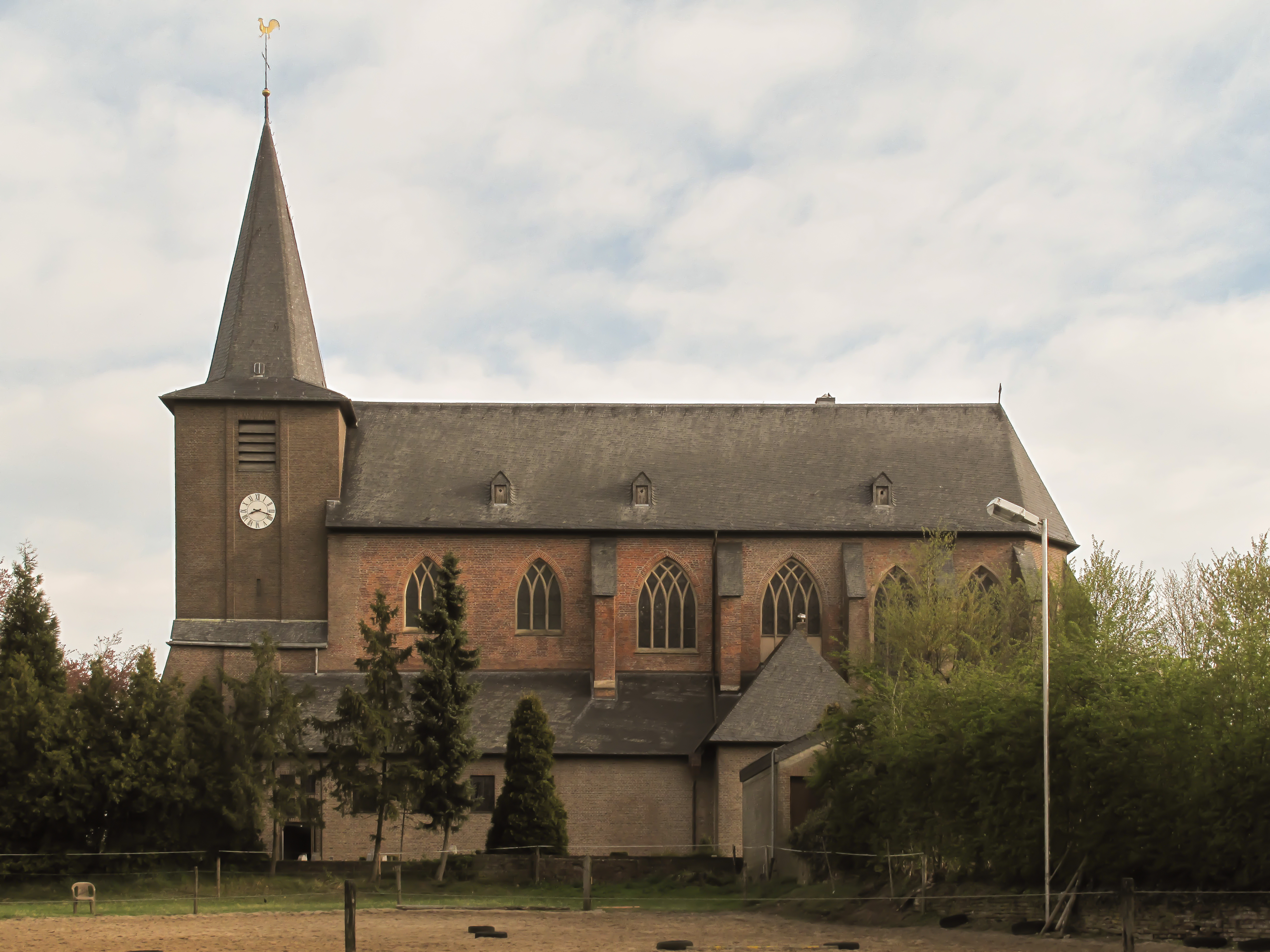
Zyfflich, l'église: die Sankt Martinuskirche